# Shanghai Open 2000 - Qualificazioni singolare
Le qualificazioni del singolare  dello  Shanghai Open 2000 sono state un torneo di tennis preliminare per accedere alla fase finale della manifestazione. I vincitori dell'ultimo turno sono entrati di diritto nel tabellone principale. In caso di ritiro di uno o più giocatori aventi diritto a questi sono subentrati i lucky loser, ossia i giocatori che hanno perso nell'ultimo turno ma che avevano una classifica più alta rispetto agli altri partecipanti che avevano comunque perso nel turno finale.
Le qualificazioni del torneo Shanghai Open 2000 prevedevano 32 partecipanti di cui 4 sono entrati nel tabellone principale.

## Teste di serie
1. Andrej Stoljarov (Qualificato)
2. Christian Vinck (Qualificato)
3. Michail Južnyj (Qualificato)
4. Orlin Stanojčev (Qualificato)

1. Vince Spadea (primo turno)
2. Kevin Kim (primo turno)
3. Barry Cowan (primo turno)
4. Fredrik Jonsson (ultimo turno)

## Qualificati
1. Andrej Stoljarov
2. Christian Vinck

1. Michail Južnyj
2. Orlin Stanojčev

## Tabellone

### Legenda
| - Q = Qualificato - WC = Wild card - LL = Lucky loser | - ALT = Alternate - SE = Special Exempt - PR = Protected Ranking | - w/o = Walkover - r = Ritirato - d = Squalificato |

### Sezione 1
|  | Primo turno  | Primo turno      | Primo turno      | Primo turno | Primo turno |  |  | Secondo turno | Secondo turno    | Secondo turno   | Secondo turno   | Secondo turno   |   |   | Ultimo turno | Ultimo turno     | Ultimo turno     | Ultimo turno | Ultimo turno |  |
|  |              |                  |                  |             |             |  |  |               |                  |                 |                 |                 |   |   |              |                  |                  |              |              |  |
|  | 1            | Andrej Stoljarov | Andrej Stoljarov | 6           | 6           |  |  |               |                  |                 |                 |                 |   |   |              |                  |                  |              |              |  |
|  |              | Eric Taino       | Eric Taino       | 4           | 1           |  |  | 1             | Andrej Stoljarov | 6               | 4               | 6               |   |   |              |                  |                  |              |              |  |
|  | Yaoki Ishii  | Yaoki Ishii      | Yaoki Ishii      | 7           | 6           |  |  |               | Yaoki Ishii      | 4               | 6               | 3               |   |   |              |                  |                  |              |              |  |
|  | Phillip King | Phillip King     | Phillip King     | 64          | 2           |  |  |               |                  |                 |                 |                 |   |   | 1            | Andrej Stoljarov | Andrej Stoljarov | 6            | 6            |  |
|  | Tamas Gyorgy | Tamas Gyorgy     | Tamas Gyorgy     | 6           | 6           |  |  |               |                  | 8               | Fredrik Jonsson | Fredrik Jonsson | 3 | 4 |              |                  |                  |              |              |  |
|  | Bin Wu       | Bin Wu           | Bin Wu           | 2           | 4           |  |  |               | Tamas Gyorgy     | Tamas Gyorgy    | 3               | 4               |   |   |              |                  |                  |              |              |  |
|  | 8            | Fredrik Jonsson  | Fredrik Jonsson  | 6           | 7           |  |  | 8             | Fredrik Jonsson  | Fredrik Jonsson | 6               | 6               |   |   |              |                  |                  |              |              |  |
|  |              | Kristian Capalik | Kristian Capalik | 1           | 65          |  |  |               |                  |                 |                 |                 |   |   |              |                  |                  |              |              |  |

### Sezione 2
|  | Primo turno     | Primo turno       | Primo turno     | Primo turno | Primo turno |  |  | Secondo turno     | Secondo turno     | Secondo turno     | Secondo turno | Secondo turno |   |   | Ultimo turno | Ultimo turno    | Ultimo turno | Ultimo turno | Ultimo turno |  |
|  |                 |                   |                 |             |             |  |  |                   |                   |                   |               |               |   |   |              |                 |              |              |              |  |
|  | 2               | Christian Vinck   | Christian Vinck | 7           | 6           |  |  |                   |                   |                   |               |               |   |   |              |                 |              |              |              |  |
|  |                 | Yu Jr. Wang       | Yu Jr. Wang     | 5           | 2           |  |  | 2                 | Christian Vinck   | Christian Vinck   | 6             | 6             |   |   |              |                 |              |              |              |  |
|  | Jim Thomas      | Jim Thomas        | 6               | 5           | 6           |  |  |                   | Jim Thomas        | Jim Thomas        | 3             | 3             |   |   |              |                 |              |              |              |  |
|  | Tomáš Cibulec   | Tomáš Cibulec     | 4               | 7           | 2           |  |  |                   |                   |                   |               |               |   |   | 2            | Christian Vinck | 4            | 6            | 6            |  |
|  | Taylor Dent     | Taylor Dent       | Taylor Dent     | 6           | 6           |  |  |                   |                   |                   | Taylor Dent   | 6             | 3 | 4 |              |                 |              |              |              |  |
|  | Paul Baccanello | Paul Baccanello   | Paul Baccanello | 3           | 4           |  |  | Taylor Dent       | Taylor Dent       | Taylor Dent       | 6             | 6             |   |   |              |                 |              |              |              |  |
|  |                 | Mattias Hellstrom | 6               | 3           | 7           |  |  | Mattias Hellstrom | Mattias Hellstrom | Mattias Hellstrom | 4             | 4             |   |   |              |                 |              |              |              |  |
|  | 7               | Barry Cowan       | 3               | 6           | 6           |  |  |                   |                   |                   |               |               |   |   |              |                 |              |              |              |  |

### Sezione 3
|  | Primo turno    | Primo turno      | Primo turno      | Primo turno | Primo turno |  |  | Secondo turno    | Secondo turno    | Secondo turno    | Secondo turno  | Secondo turno  |    |   | Ultimo turno | Ultimo turno   | Ultimo turno   | Ultimo turno | Ultimo turno |  |
|  |                |                  |                  |             |             |  |  |                  |                  |                  |                |                |    |   |              |                |                |              |              |  |
|  | 3              | Michail Južnyj   | 7                | 68          | 6           |  |  |                  |                  |                  |                |                |    |   |              |                |                |              |              |  |
|  |                | Peter Tramacchi  | 64               | 7           | 4           |  |  | 3                | Michail Južnyj   | Michail Južnyj   | 6              | 6              |    |   |              |                |                |              |              |  |
|  | Leoš Friedl    | Leoš Friedl      | 62               | 6           | 6           |  |  |                  | Leoš Friedl      | Leoš Friedl      | 3              | 4              |    |   |              |                |                |              |              |  |
|  | Pavel Vízner   | Pavel Vízner     | 7                | 2           | 2           |  |  |                  |                  |                  |                |                |    |   | 3            | Michail Južnyj | Michail Južnyj | 7            | 6            |  |
|  | Jonathan Stark | Jonathan Stark   | Jonathan Stark   | 6           | 6           |  |  |                  |                  |                  | Jonathan Stark | Jonathan Stark | 68 | 3 |              |                |                |              |              |  |
|  | Jack Waite     | Jack Waite       | Jack Waite       | 3           | 4           |  |  | Jonathan Stark   | Jonathan Stark   | Jonathan Stark   | 6              | 6              |    |   |              |                |                |              |              |  |
|  |                | Gouichi Motomura | Gouichi Motomura | 7           | 6           |  |  | Gouichi Motomura | Gouichi Motomura | Gouichi Motomura | 3              | 2              |    |   |              |                |                |              |              |  |
|  | 5              | Vince Spadea     | Vince Spadea     | 5           | 4           |  |  |                  |                  |                  |                |                |    |   |              |                |                |              |              |  |

### Sezione 4
|  | Primo turno        | Primo turno        | Primo turno        | Primo turno | Primo turno |  |  | Secondo turno      | Secondo turno      | Secondo turno      | Secondo turno | Secondo turno |   |   | Ultimo turno | Ultimo turno    | Ultimo turno    | Ultimo turno | Ultimo turno |  |
|  |                    |                    |                    |             |             |  |  |                    |                    |                    |               |               |   |   |              |                 |                 |              |              |  |
|  | 4                  | Orlin Stanojčev    | Orlin Stanojčev    | 7           | 6           |  |  |                    |                    |                    |               |               |   |   |              |                 |                 |              |              |  |
|  |                    | Petr Pála          | Petr Pála          | 5           | 2           |  |  | 4                  | Orlin Stanojčev    | Orlin Stanojčev    | 6             | 7             |   |   |              |                 |                 |              |              |  |
|  | Paul Kilderry      | Paul Kilderry      | Paul Kilderry      | 7           | 6           |  |  |                    | Paul Kilderry      | Paul Kilderry      | 1             | 65            |   |   |              |                 |                 |              |              |  |
|  | Ling Lu            | Ling Lu            | Ling Lu            | 5           | 2           |  |  |                    |                    |                    |               |               |   |   | 4            | Orlin Stanojčev | Orlin Stanojčev | 6            | 7            |  |
|  | Giorgio Galimberti | Giorgio Galimberti | Giorgio Galimberti | 6           | 6           |  |  |                    |                    |                    | Kalle Flygt   | Kalle Flygt   | 2 | 5 |              |                 |                 |              |              |  |
|  | Si Li              | Si Li              | Si Li              | 2           | 3           |  |  | Giorgio Galimberti | Giorgio Galimberti | Giorgio Galimberti | 1             | 3             |   |   |              |                 |                 |              |              |  |
|  |                    | Kalle Flygt        | Kalle Flygt        | 7           | 6           |  |  | Kalle Flygt        | Kalle Flygt        | Kalle Flygt        | 6             | 6             |   |   |              |                 |                 |              |              |  |
|  | 6                  | Kevin Kim          | Kevin Kim          | 5           | 1           |  |  |                    |                    |                    |               |               |   |   |              |                 |                 |              |              |  |